# Yvette Childs
Yvette Childs – australijska judoczka.
Brązowa medalistka mistrzostw Oceanii w 1990. Wicemistrzyni Australii w 1991 roku.